# 4156 Okadanoboru
4156 Okadanoboru è un asteroide della fascia principale. Scoperto nel 1988, presenta un'orbita caratterizzata da un semiasse maggiore pari a 2,7025207 UA e da un'eccentricità di 0,1908449, inclinata di 14,22192° rispetto all'eclittica.